# Ulrich Fingerhut
Ulrich Fingerhut gewann bei der zweiten deutschen Meisterschaft im Taekwondo 1968 die Goldmedaille. Er besiegte dabei im Finalwettkampf Gustav von Mengen. Die Meisterschaften wurden damals ohne Gewichtsklassen ausgetragen, daher war er 1968 der einzige Gewinner. Fingerhuts Trainer war Kwon Jae-hwa. Fingerhut lehrte auch in Landsberg am Lech Taekwondo.